# Модрейце
Модрейце (на словенски: Modrejce) е село в Словения, регион Горишка, община Толмин. Според Националната статистическа служба на Република Словения през 2015 г. селото има 112 жители.